# Philodamia semicincta
Philodamia semicincta är en spindelart som först beskrevs av Thomas Workman 1896.  Philodamia semicincta ingår i släktet Philodamia och familjen krabbspindlar.
Artens utbredningsområde är Singapore. Inga underarter finns listade i Catalogue of Life.